# 谷村貞治
谷村 貞治（やむら ていじ、1896年3月19日 - 1968年4月20日）は、日本の実業家、政治家、教育者、発明家。
株式会社新興製作所の創業者、谷村学院専門学校および谷村学院高等学校（現・花巻東高等学校）創立者。参議院議員2期、自由民主党岩手県連会長、岩手県政顧問、岩手県経営者協議会長、岩手県体育協会会長などを歴任。テレプリンターの開発により技術立国の礎を築き「みちのくの電信王」などと呼ばれ、地元の産業振興・発展に貢献した。

## 経歴
岩手県稗貫郡新堀村（後の石鳥谷町、現・花巻市）出身。1916年に神田の電機学校（現・東京電機大学）を卒業後、逓信省へ入省。約10年間勤務した後、民間会社へ転職。
自立自営の志を叶えるべく、1937年6月東京市蒲田区（現・東京都大田区蒲田）に旧陸海軍指定管理工場である新興製作所を設立。所長として電信機の開発・製造に携わり、逓信省からの要請を受け公衆電報用テープ式印刷電信機の研究に着手。
太平洋戦争時は一時操業を中断するも、1945年に本社工場を岩手県花巻に移転してGHQから操業再開の許しを得て公衆用テープ式印刷電信機及び関連機器の開発、仮名文字印刷電信機の製造を開始。1950年には世界初の和欧文三段シフト頁式印刷電信機を開発、テレプリンターの専門オペレーター養成のため工場隣接地に谷村学院を設立（1957年4月1日には普通科女子高等学校の谷村学院高等学校を開校）した。1954年、功績を評価され第7回岩手日報文化賞（産業部門）を受賞。
その後、日本初の漢字テレプリンターを朝日新聞社と共同開発（1955年）し新聞報道の機械化を実現、加入電信宅内装置（テレックス）を開発し日本電信電話公社に納入（1956年）、電子計算機連動用のさん孔タイプライターを完成（1957年）させるなどして会社を発展させた。
1957年7月、廃屋同然の状態だった盛岡劇場を谷村文化センターとして再建するなど地元文化の発展にも寄与。1959年には、第5回参議院議員通常選挙に自由民主党（岩手地方区）から立候補して初当選、第7回参議院議員通常選挙（1965年）でも当選し参議院議員を2期務め、政調通信部会副部長、東北地方開発審議会委員、裁判官訴追委員会委員などを歴任した。
1967年に谷村電気精機株式会社を設立した翌1968年、参議院議員任期在任中、療養していた仙台厚生病院で死去した。72歳没。死没日付をもって正四位に叙され、銀杯一組を賜った。哀悼演説は同年4月26日、参議院本会議で久保等により行われた。
久保の死去に伴う欠員補充の補欠選挙は同年6月9日に執行され、後継となった岩動道行が当選している。
墓所は多磨霊園。「技術に国境はない」という名言を残している。

## 受賞・栄典
- 1954年 - 第7回岩手日報文化賞・産業部門
- 1958年 - 紫綬褒章（科学技術の功労により）
- 紺綬褒章（社会事業に対する貢献により）
- 勲二等瑞宝章

## 著書
- 白萩荘随談（1958年、岩手放送）
- この道ひとすじに - 運・鈍・根の人生（1966年、大和書房）